# Chloropoea bewsheri
Chloropoea bewsheri är en fjärilsart som beskrevs av Butler 1879. Chloropoea bewsheri ingår i släktet Chloropoea och familjen praktfjärilar. Inga underarter finns listade i Catalogue of Life.